# Saida Municipal Stadium
Das Saida Municipal Stadium (arabisch ملعب صيدا البلدي, auch als Märtyrer-Rafiq-Hariri-Stadion (arabisch ملعب الرئيس الشهيد رفيق الحريري) bekannt) ist ein Fußballstadion mit Leichtathletikanlage in der viertgrößten libanesischen Stadt Sidon (Saida). Der Fußballverein al-Ahli Saida SC trägt hier seine Heimspiele aus.

## Geschichte
Das Stadion wurde anstelle des Saida Municipal Stadium direkt am Meer gebaut. Es ist eines der am nächsten am Meer gebauten Stadien der Welt.
Die Anlage war 2020 einer von drei Spielorten der 12. Fußball-Asienmeisterschaft. Hauptsächlich wird die Sportstätte für nationale und internationale Fußballspiele genutzt.

## Spiele der Fußball-Asienmeisterschaft 2000 in Sidon

### Gruppenspiele
- 14. Okt. 2000:  Saudi-Arabien –  Japan 1:4
- 14. Okt. 2000:  Katar –  Usbekistan 1:1
- 17. Okt. 2000:  Japan –  Usbekistan 8:1
- 17. Okt. 2000:  Saudi-Arabien –  Katar 0:0
- 18. Okt. 2000:  Iran –  Irak 1:0
- 20. Okt. 2000:  Saudi-Arabien –  Usbekistan 5:0

### Viertelfinale
- 23. Okt. 2000:  Volksrepublik China –  Katar 3:1